# La Suite...
Cet article concerne l'album de La Grande Sophie. Pour l'EP du groupe 1995, voir La Suite.
Albums de La Grande Sophie
Et si c'était moi
(2003) Des vagues et des ruisseaux
(2009)
La Suite... est le quatrième album de La Grande Sophie. Il est sorti en 2005.

## Liste des titres
1. Un jour heureuse (2:25)
2. Petite Princesse (4:25)
3. Psy psychanalyste (3:59)
4. Je ne changerai jamais (3:05)
5. La Suite, le Milieu, la Fin (2:53)
6. Les Bonnes Résolutions (3:38)
7. Aujourd'hui on se marie (3:47)
8. Egoïste (2:52)
9. Les Nouveaux Héros (3:55)
10. La Fille du bord de mer (3:14)
11. J'ai demandé l'heure (3:47)
12. La Liberté (3:13)
13. Dans les roseaux sauvages (3:23)
14. J'aime le rock'n'roll (2:25)

## Nouvelle édition
Une nouvelle édition de l'album est sortie en 2006. Elle contient deux titres inédits, trois maquettes ainsi qu'un DVD documentaire.
- À bon entendeur nozobinjob (3:55)
- Seventy Seven (4:07)
- Un jour heureuse (maquette) (2:37)
- À bon entendeur nozobinjob (maquette) (4:21)
- Seventy Seven (maquette) (3:23)